# Hrabstwo Gallatin (Kentucky)

Piramida wieku hrabstwa

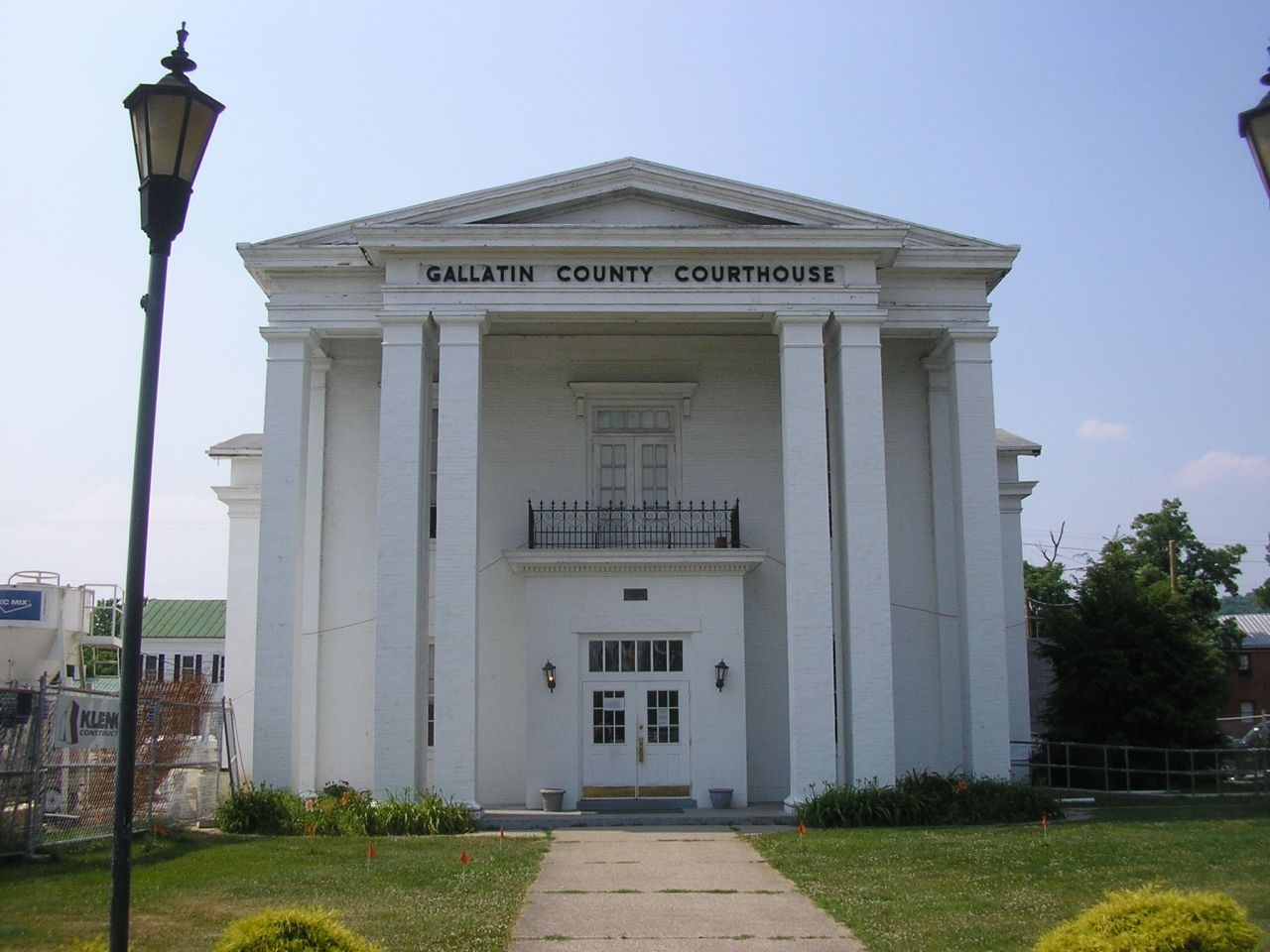
Hrabstwo Gallatin - budynek sądu w miejscowości Warsaw

Hrabstwo Gallatin – hrabstwo w USA, w stanie Kentucky. Według danych z 2010 roku, hrabstwo zamieszkiwało 8589 osób. Siedzibą hrabstwa jest Warsaw.

## Miasta
- Sparta
- Glencoe
- Warsaw